# مسابقات جهانی ترامپولین ۱۹۶۴
مسابقات جهانی ترامپولین ۱۹۶۴ اولین دوره مسابقات جهانی ترامپولین است که در لندن، انگلستان (سالن رویال آلبرت هال) در ۲۱ مارس ۱۹۶۴ میلادی برگزار شده است.

## نتایج

### مردان
| رتبه | کشور                | ژیمناست   |
| ---- | ------------------- | --------- |
|      | ایالات متحده آمریکا | دن میلمن  |
|      | ایالات متحده آمریکا | گری اروین |
|      | بریتانیا            | دیو اسمیت |

### زنان
| رتبه | کشور                | ژیمناست           |
| ---- | ------------------- | ----------------- |
|      | ایالات متحده آمریکا | جودی ویلز کلین    |
|      | بریتانیا            | لیندا بال         |
|      | آفریقای جنوبی       | کارل فن در بوگارد |